# Indigofera constricta
Indigofera constricta är en ärtväxtart som beskrevs av Per Axel Rydberg. Indigofera constricta ingår i släktet indigosläktet, och familjen ärtväxter. Inga underarter finns listade i Catalogue of Life.